# On My Way (canción de Alan Walker, Sabrina Carpenter y Farruko)
«On My Way» es una canción del DJ noruego Alan Walker, la cantante estadounidense Sabrina Carpenter y el cantante puertorriqueño Farruko, lanzada como sencillo el 21 de marzo de 2019 a través de MER y Sony Music. En la canción, Farruko aporta un verso español.
Actualmente esta canción tiene más 350 millones de visitas en YouTube y más de 350 millones de reproducciones en Spotify.

## Antecedentes y lanzamiento
La canción fue escrita por Julia Karlsson, Gunnar Greve, Franklin Jovani Martínez, Marcos G. Pérez, Fredrik Borch Olsen, Jesper Borgen, Øyvind Sauvik, Anders Frøen y Anton Rundberg junto a Walker, Carpenter y Farruko. La producción fue realizada por Alan Walker y Big Fred. Karlsson y Carpenter trabajaron juntos anteriormente en la canción de Carpenter «Bad Time».
El 9 de marzo de 2019, Alan Walker comenzó a compartir teasers de la canción a través de sus redes sociales. El 14 de marzo de 2019, Walker anunció formalmente la canción junto con su fecha de lanzamiento. Después del anuncio de la canción, circularon rumores de que Sabrina Carpenter y Farruko aparecerían en la canción. Walker confirmó su participación en la canción el 19 de marzo de 2019. El 20 de marzo de 2019, Walker anunció que se asoció con PUBG Mobile para el primer aniversario de su juego, y que la canción sería la canción principal del evento.

## Composición
«On My Way» es una canción EDM que se ejecuta durante 3 minutos y 13 segundos. Cuenta con el sonido de bajo futuro característico de Walker y, líricamente, la canción trata sobre salir de una mala relación.

## Presentaciones en vivo
Carpenter y Walker interpretaron la canción en la serie de conciertos de verano Good Morning America.

## Certificaciones
| País   | Organismo certificador | Certificación | Ventas certificadas | Ref.   |
| ------ | ---------------------- | ------------- | ------------------- | ------ |
| México | AMPROFON               | Oro           | 30,000              | [ 10 ] |